# 1991 VX2
1991 VX2 är en asteroid i huvudbältet, som upptäcktes den 5 november 1991 av den japanske amatörastronomen Atsushi Sugie i Dynic-observatoriet.
Asteroiden har en diameter på ungefär 14 kilometer och den tillhör asteroidgruppen Hygiea.